# 土佐久禮站

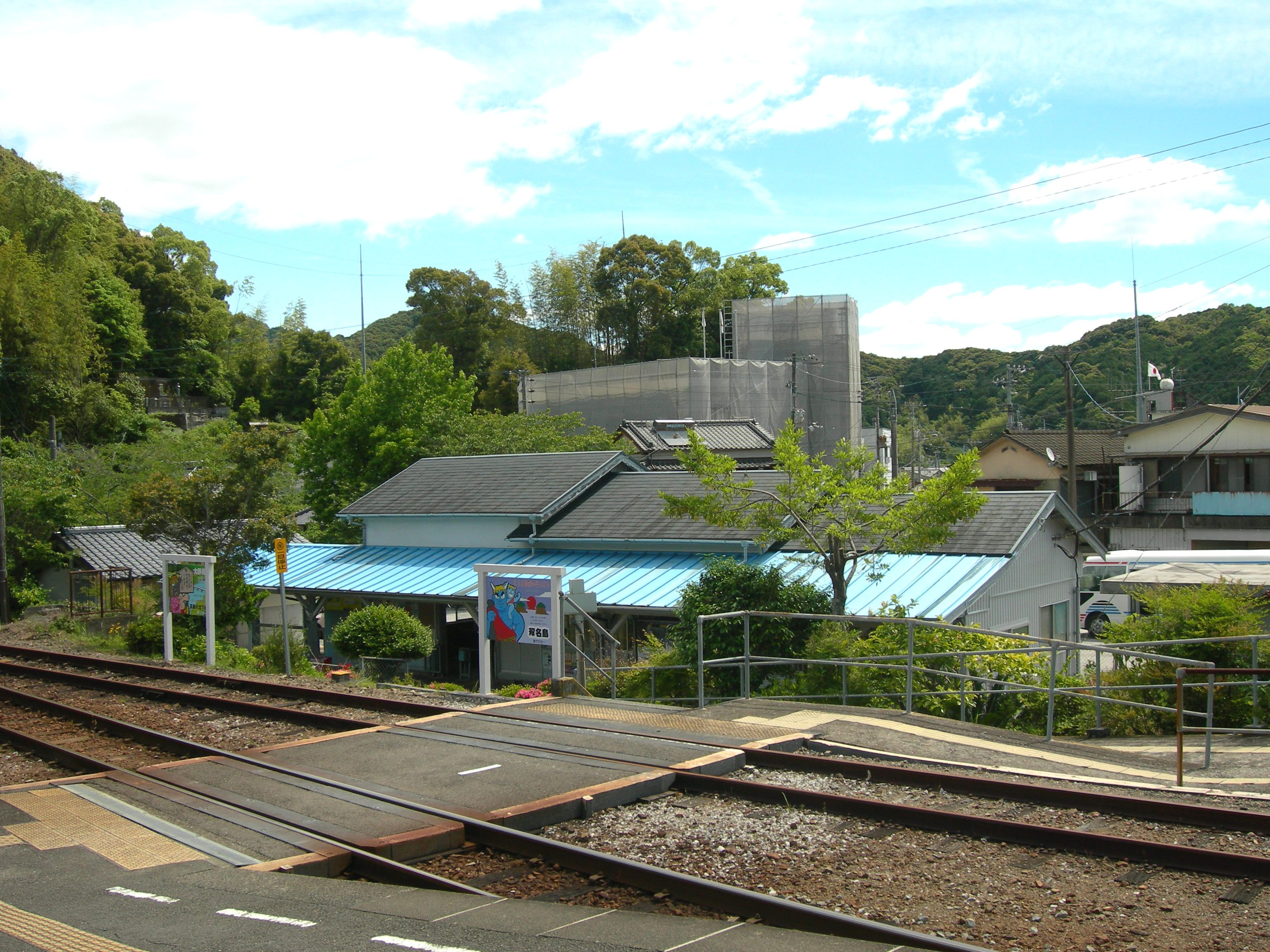
從靠近須崎方向的月台影向站舍，可見到三層式的屋簷。

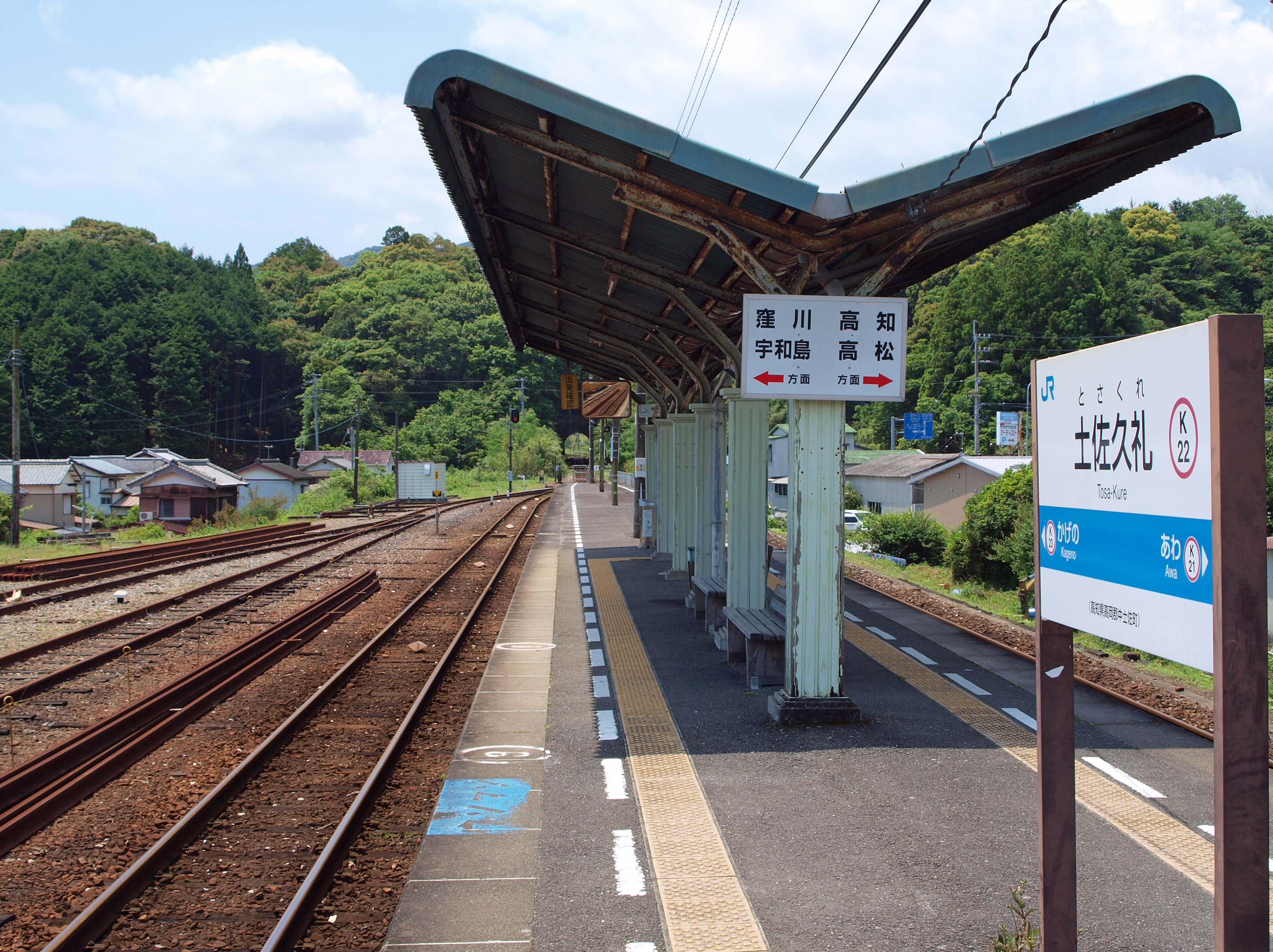
月台，朝向影野站方向。

土佐久禮站（日语：／ Tosa-kure eki */?）是一位於日本高知縣高岡郡中土佐町久禮、隸屬於四國旅客鐵道（JR四國）的鐵路車站。車站編號為K22。本站停靠所有類別列車，而由此出發至影野站是整條土讚線中最長，也是唯一超過10公里的區間路段。2020年起加停觀光特急列車「志國土佐時代黎明物語」。
因應業務重整，於2010年10月1日降格為無人站，同時加置自動售票機。

## 車站結構
站舍為單層建築，靠近往須崎方向。屋簷部份採用了三層漸進梯級式的設計，較為特別。無人化前，平日由中午起派有站員駐站，無人化後，站務室暫時置空，但在櫃檯前卻增設了自動售票機。
出入站舍需先上行級樓梯，穿過側線及1號月台路軌，再從月台末端的斜台連接往月台。
本站設有島式月台一個，提供2個上落月台。靠近站舍為1號月台，屬待避側線設計。2號月台為主軌。

### 月台配置
| 月台 | 路線    | 方向     | 目的地                     |
| ---- | ------- | -------- | -------------------------- |
| 1    | ■土讚線 | （下行） | 窪川、中村、宿毛方向       |
| 2    | ■土讚線 | （上行） | 須崎、高知、高松、岡山方向 |

## 歷史
- 1939年11月15日：開業，成為當時土讚線的終點站。也是該線在二戰前最後一個開業的車站。
- 1947年10月20日：隨著路線伸延至影野站，本站變成中途站[2]。
- 1987年4月1日：日本國鐵分割民營化，車站的營運由JR四國繼承。
- 2010年10月1日：無人化。

## 相鄰車站
四國旅客鐵道（JR四國）
■土讚線
■觀光特急「志國土佐時代黎明物語」
高知 （K00） - 土佐久禮（K22） - 窪川（K26）
■特急「足摺」、「四萬十」1號
須崎 （K19） - 土佐久禮（K22） - 窪川（K26）
■普通列車
安和（K21）－土佐久禮（K22）－影野（K23）